# Uprising (filme)
Uprising (em português: Insurreição) é um filme dramático televisivo produzido 2001, que retrata o Levante do Gueto de Varsóvia. O filme foi escrito por Jon Avnet e Paul Brickman. Foi distribuído em muitas localidades, incluindo Bratislava, Eslováquia, Innsbruck no Tirol, Áustria, França, entre outras localidades.

## Sinopse
Judeus poloneses presos no Gueto de Varsóvia, se levantam contra o exército da Alemanha Nazista em 1943.   

## Elenco
- Leelee Sobieski - Tosia Altman
- Hank Azaria - Mordechai Anielewicz
- David Schwimmer - Yitzhak "Antek" Zuckerman
- Jon Voight - Maj. Gen. Jürgen Stroop
- Donald Sutherland - Adam Czerniaków